# موتيسية متوسطة
موتيسية متوسطة (الاسم العلمي: Mutisia intermedia) هو نوع نباتي يتبع جنس الموتيسية من فصيلة النجمية.